# Андрушечко, Александр Степанович
Александр Степанович Андрушечко (17 июля 1935 — 20 июля 2000) — советский и российский строитель, энергетик и организатор строек.

## Биография
В 1955 г. окончил Московский архитектурно-строительный техникум по специальности техник-строитель, позднее окончил заочно Архангельский лесотехнический институт.
Участвовал в строительстве Симферопольской ГРЭС, ТЭЦ в Ленинграде, Сыктывкаре, Кирове и Новгороде.
В 1968–1985 гг. Александр Степанович Андрушечко был бессменным начальником Управления строительства Кольской АЭС. Под его руководством построены все четыре энергоблока Кольской АЭС и город Полярные Зори.
В 1990-е годы работал в концерне «Росэнергоатом».

## Награды
Награждён орденами: Октябрьской Революции, дважды орденом «Знак Почёта». Несколько раз становился лауреатом Государственной премии РСФСР и премии Совмина СССР.
Ему присвоены звания: «Заслуженный строитель РСФСР» и «Заслуженный энергетик СССР».
В 2000 г. на основании решения Полярнозоринской городской Думы Александру Степановичу посмертно присвоено звание «Почетный гражданин города Полярные Зори» .

## Память
Именем Андрушечко названы площадь в построенном им городе Полярные Зори (с 2001 года) и школа в селе Махра Владимирской области.
В Полярных Зорях на центральной площади 21 апреля 2001 года состоялось торжественное открытие мемориальной доски А.С. Андрушечко 